# Weichs (Laberweinting)
Weichs ist ein Gemeindeteil der Gemeinde Laberweinting im niederbayerischen Landkreis Straubing-Bogen.

## Lage
Das Kirchdorf Weichs liegt etwa zwei Kilometer südlich von Laberweinting am Bayerbacher Bach und fünf Kilometer östlich von Mallersdorf.

## Geschichte
Weichs wird zum ersten Mal im Jahr 888 erwähnt. Der Edle Unlaz gibt sein Eigen zu (Langen)-erling gegen Besitz zu Uuihsin (Weichs). 1280 wird Weichs als Grundbesitz des Reichsstifts Niedermünster geführt. Die Schreibweise änderte sich im Laufe der Jahrhunderte. 1788 hieß es Weix.
Die Gemeinde Weichs im Landkreis Mallersdorf bestand im Jahr 1951 aus den Einöden Hart und Reichermühle und dem Kirchdorf Weichs und hatte eine Gemeindefläche von 456,15 Hektar. Hart wurde 1964 nach Haader umgegliedert, wodurch sich die Gemeindefläche auf 454,79 ha reduzierte. Die Gemeinde Weichs kam am 1. Juli 1972 zum neu gebildeten Landkreis Straubing-Bogen. Am 1. Mai 1978 wurde die Gemeinde Weichs nach Laberweinting eingemeindet. Ihr letzter Bürgermeister war Ludwig Peintner († 16. September 2014).
Wegen der Aufgabe der Selbständigkeit fand am 30. April 1978 im Gasthaus Bamer, „Zum Adam“ eine Trauerfeier aller Gemeindebürger von Weichs mit Leichenschmaus statt. Es wurde auch ein Sterbebild gedruckt und verteilt, auf dem die Kirche von Weichs dargestellt ist und die Aufgabe einer Jahrhunderte währenden Tradition in stillem Gedenken betrauert wurde.
Bis Juli 1967 besaß Weichs eine eigene Schule mit acht Klassen in einem Schulzimmer. Der letzte Lehrer in Weichs war Michael Schlund († 1975). Nach Eingliederung von Weichs in den Schulverband Laberweinting wirkte er dort als Konrektor.

## Pfarrzugehörigkeit
Weichs mit der Kirche St. Ägidius, einer aus dem 17. Jahrhundert erbauten Saalkirche mit eingezogenem Chor und Westturm, gehört zur Pfarrei St. Peter Hofkirchen.

## Persönlichkeiten
- Kapuzinerbruder Desiderius Steinherr, bekannt unter dem Namen „Bruder Gradrecht“ († 14. April 1949)

- Anja Windl, Studentin und Klimaaktivistin vom Bündnis Letzte Generation. In Deutschland und Österreich, bekannt als Klima Shakira

## Sehenswürdigkeiten
- Kirche St. Ägidius aus dem 17. Jahrhundert mit Rokokokanzel von Christian Jorhan dem Älteren um 1779.
- Liste der Baudenkmäler in Weichs und den anderen Bachorten

## Bilder von Weichs

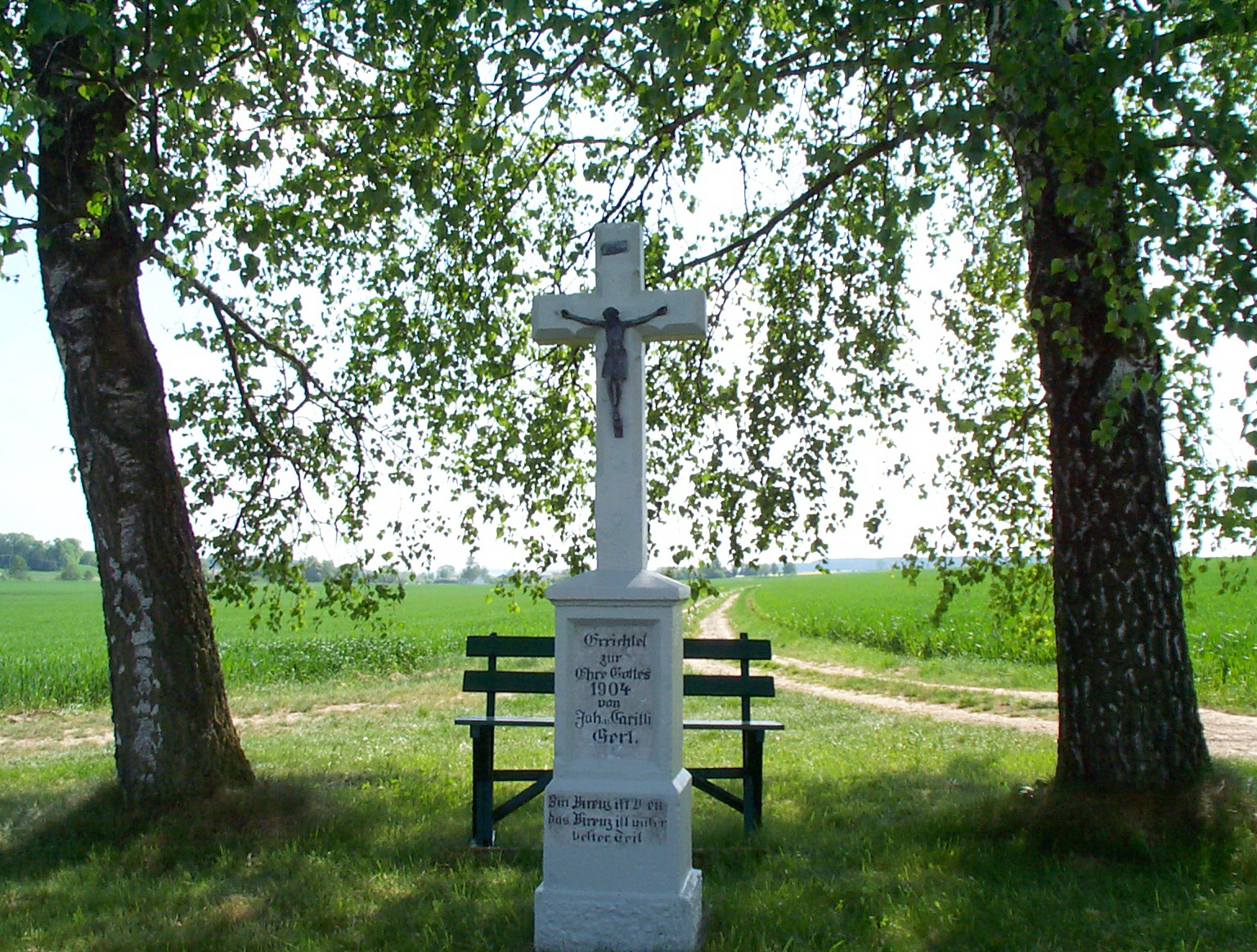
Gerlkreuz Weichs
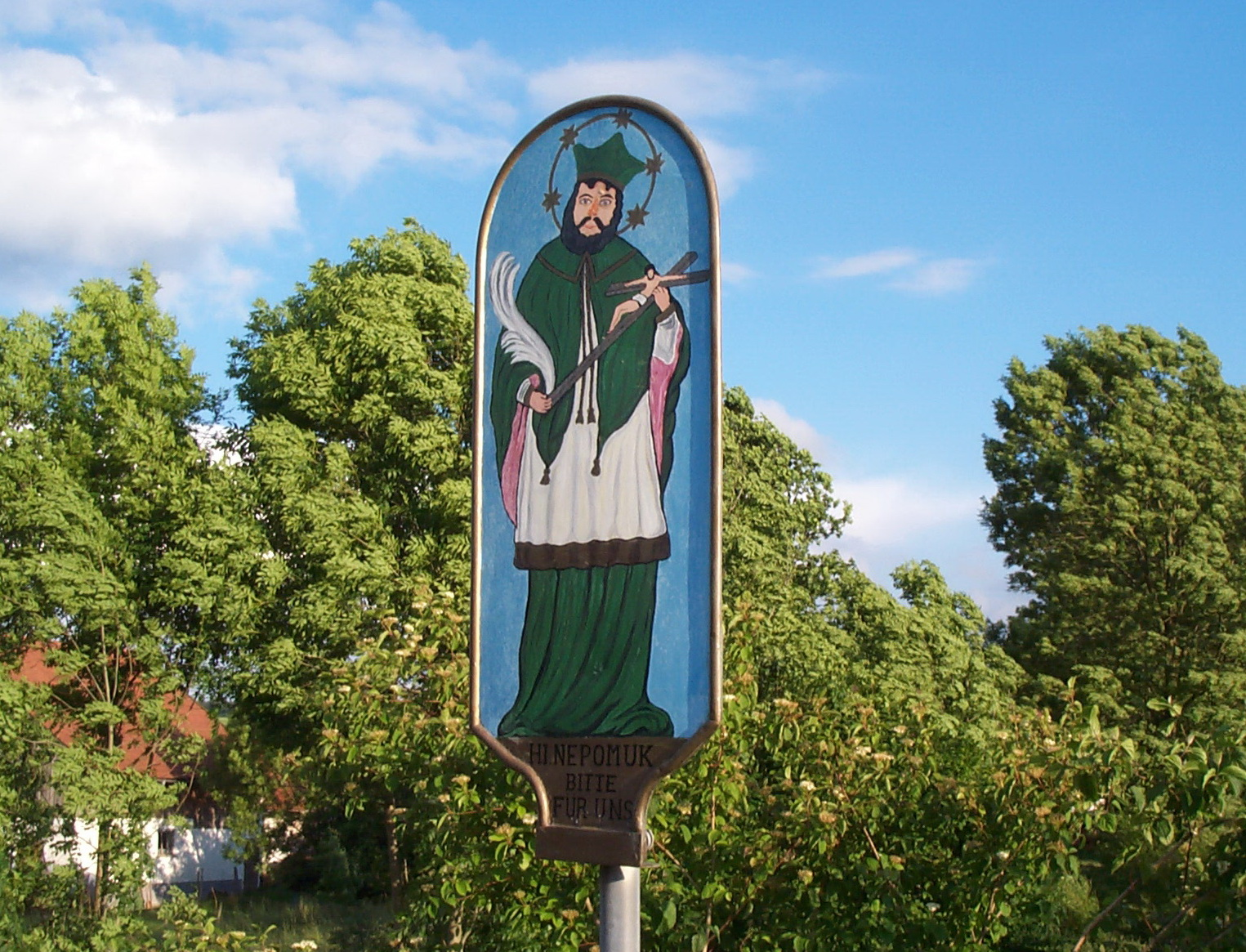
St. Nepomuk Weichs
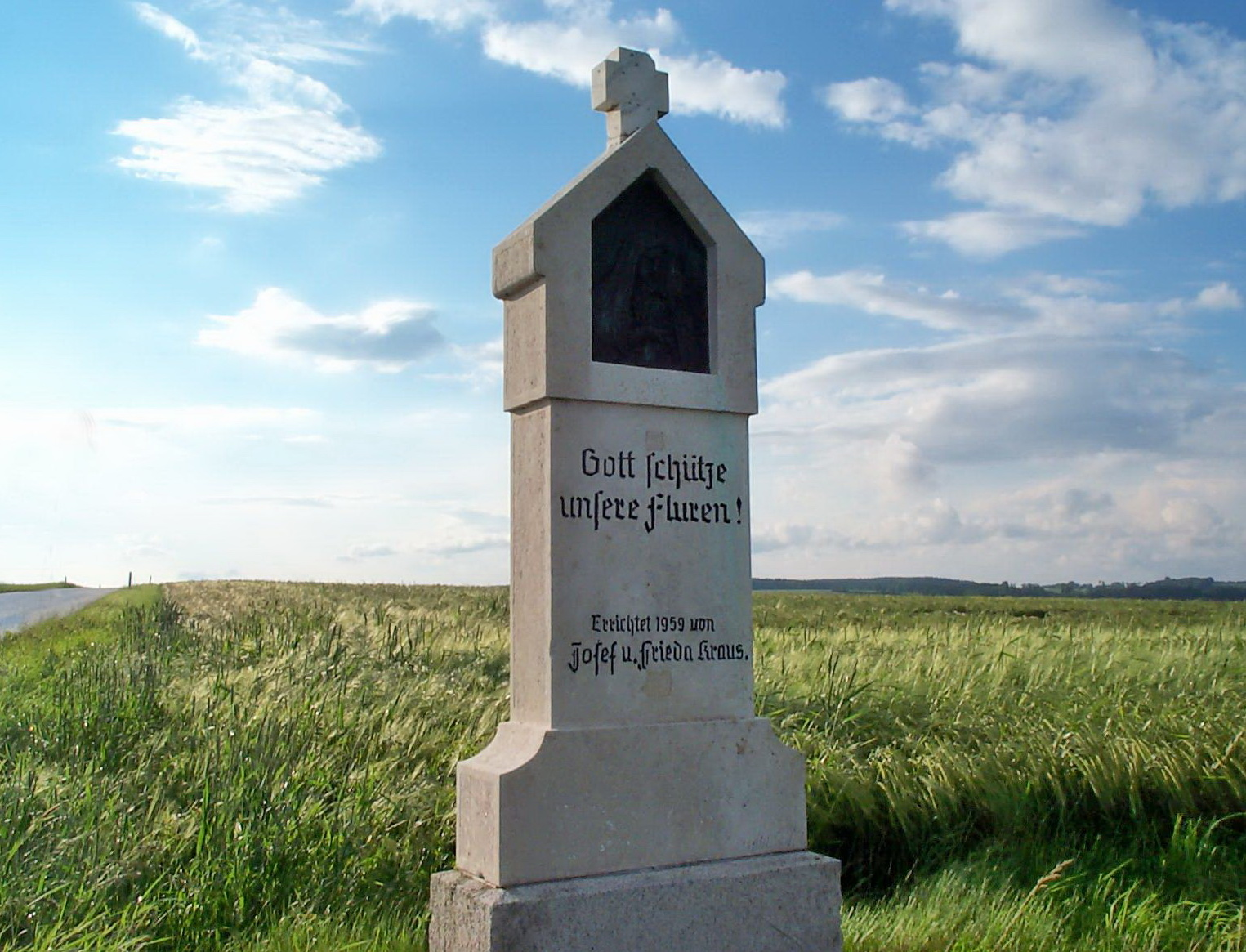
Bildstock
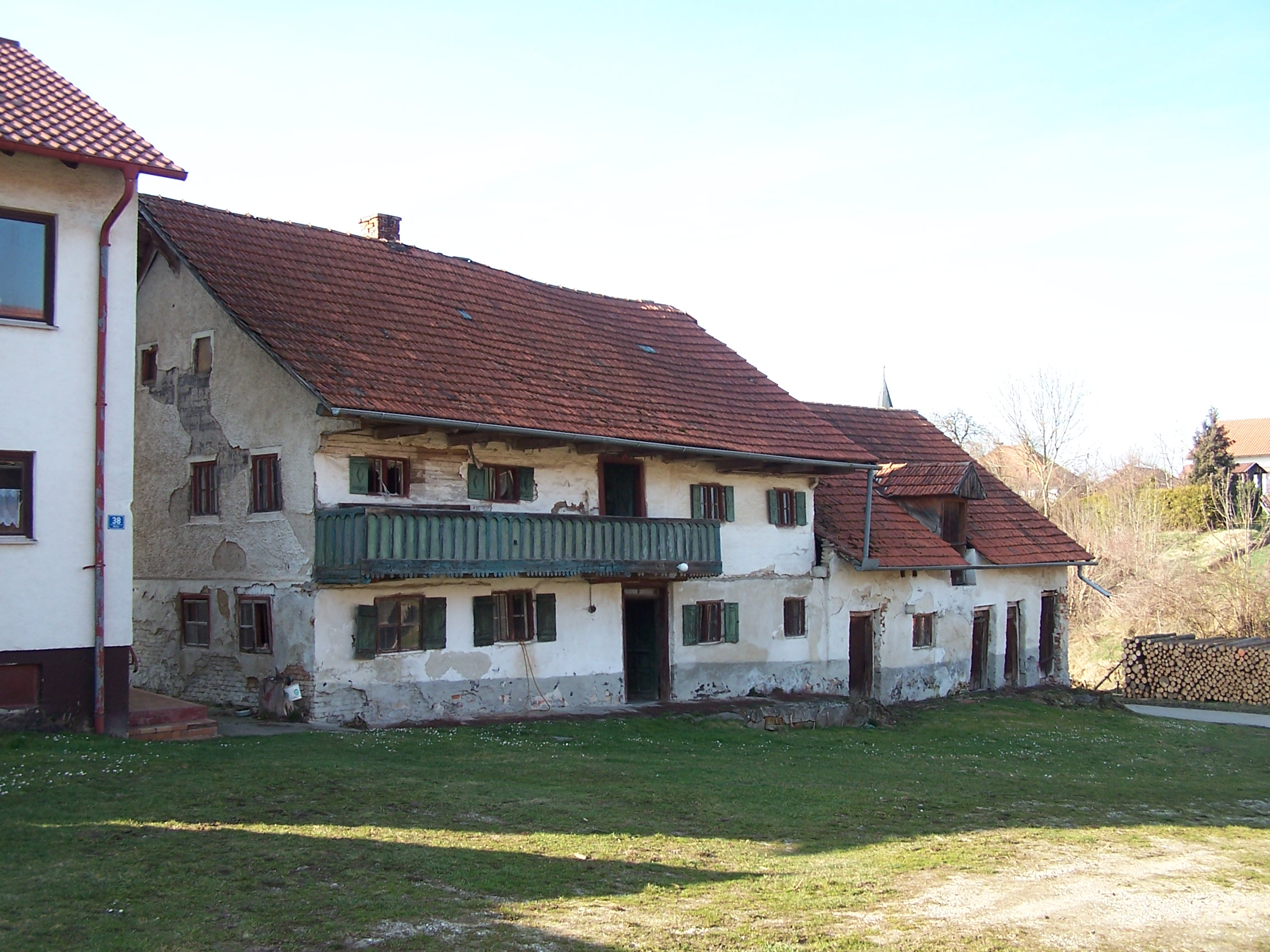
Denkmalgeschütztes ehem. Bauernhaus
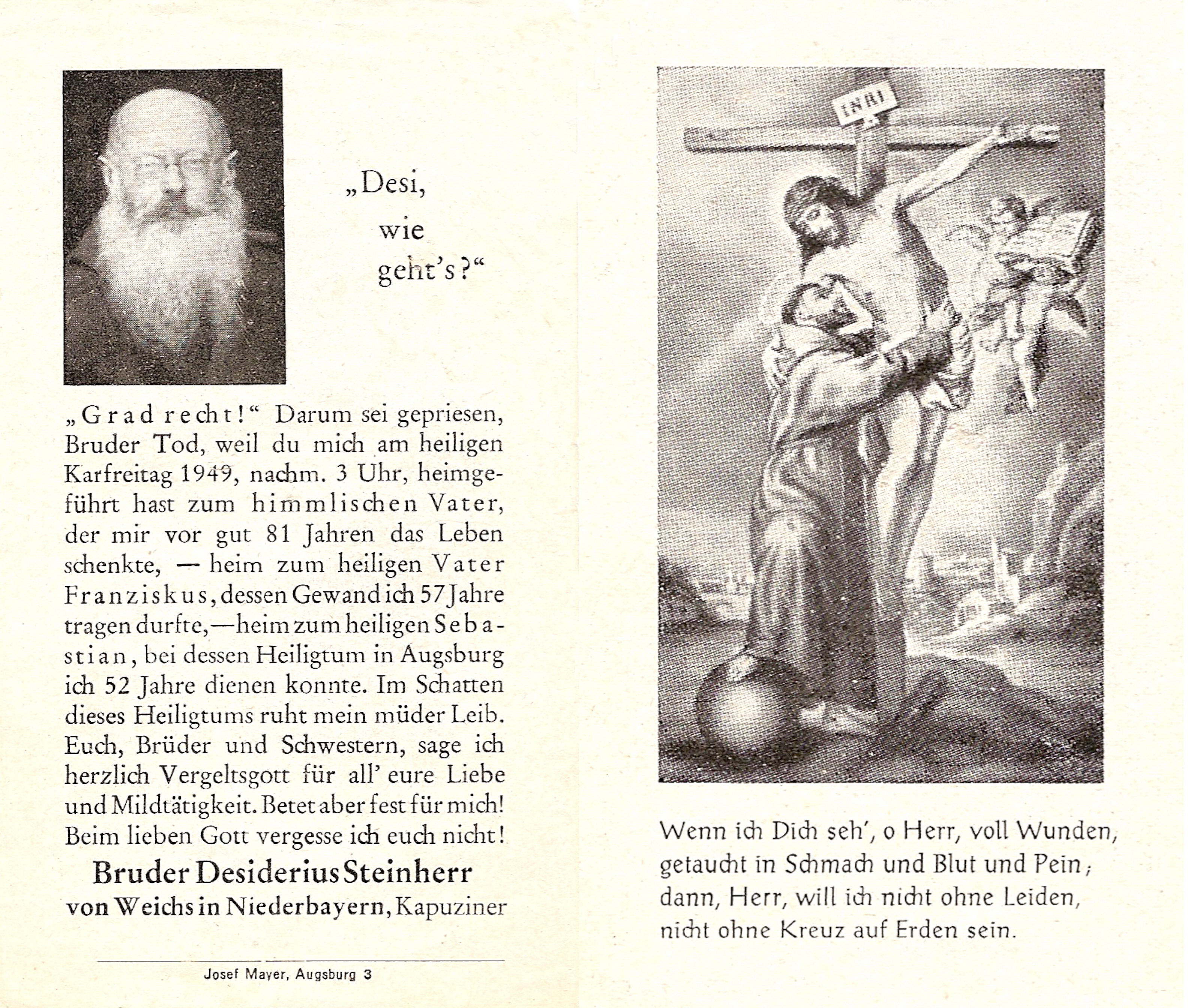
Steinherr Desiderius – „Bruder Gradrecht“